# Diario 16
Diario 16 war eine spanische Tageszeitung. Sie erschien von 18. Oktober 1976 bis zum 7. November 2001.
Als Diario 16 unter der Leitung von Ricardo Utrilla, Juan Tomás de Salas und Romualdo de Toledo ins Leben gerufen wurde, war die spanische Demokratie noch im Werden. Die Zeitung berichtete kritisch über die Staatsstreiche Operación Galaxia und 23-F. Die Ausgabe vom 30. Oktober 1982, ein Foto des triumphierenden Wahlsiegers Felipe González zeigend, erreichte einen Spitzenwert von 700.000 verkauften Exemplaren. Im April 1985 erhielt Diario 16 ein Feuilleton.
1988 machte die Zeitung den Unterschlupf der Grupos Antiterroristas de Liberación ausfindig und ging den Verbindungen dieser Gruppe zur Regierung nach. Es kam zum Streit zwischen dem Chefredakteur Pedro J. Ramírez und dem Herausgeber Juan Tomás de Salas über diese Berichterstattung, der schließlich zur Entlassung des Chefredakteurs führte. Unter der Leitung Ramírez’ erschien ab dem 23. Oktober 1989 El Mundo, zu der auch weitere Diario-16-Mitarbeiter wechselten.
1993 deckte Diario 16 Ungereimtheiten bezüglich des plötzlichen Vermögenszuwachses des Guardia-Civil-Chefs Luis Roldán auf, der später wegen Veruntreuung verurteilt wurde.
Nachdem die Eigentümergesellschaft La Voz de Galicia keinen Käufer für die verlustbringende Zeitung gefunden hatte, wurde sie 2001 eingestellt.